# Ivo A. Benda
Ivo A. Benda , také Ivo Aštar Benda (* 1961, Olomouc) je zakladatelem a vůdcem sekty Vesmírní lidé, považované jejími stoupenci za náboženství. Původně žil v České Lípě, v srpnu 2005 se však přestěhoval na Slovensko.

## Život a aktivity
Benda vystudoval strojní fakultu VUT v Brně a následně původně pracoval jako inženýr na informačních systémech v mladoboleslavské automobilce Škoda. Jeho život zcela změnilo setkání s Miloslavou Drskovou, pracovnicí v kravíně, roku 1997, která dle svých slov začala již v roce 1995 komunikovat s Plejáďany pod vlivem učení Michaela Hesemanna. Stala se autorkou velkého množství zapsaných sdělení mimozemšťanů.
Ivu Bendovi se dle jeho tvrzení podařilo navázat první kontakt s mimozemšťany 1. září 1997 a pak již následovala pravidelná komunikace. V témže roce odešel ze svého zaměstnání, ke jménu si připojil zkratku A. (podle Aštara, velitele Velké vesmírné flotily) a začal vydávat spolu s Miloslavou Drskovou zprávy s poselstvím od mimozemských civilizací. Od té doby Ivo A. Benda vydal desítky knih o celkovém rozsahu více než 7000 stran. Dále vydal několik videonahrávek s údajnými záběry přistání mimozemské civilizace na Zemi. Mimoto je na jím provozované webové stránce "Vesmírní lidé" k dispozici například videonahrávka poukazující na „převibrování“.
V roce 2001 kontaktoval prezidenta České republiky Václava Havla s žádostí o schůzku mezi mimozemskou civilizací a hlavou státu. Stejně tak kontaktoval i slovenského prezidenta Rudolfa Schustera, ke schůzkám však nedošlo. Prezident Václav Klaus se se členy Vesmírných lidí alespoň vyfotografoval. Organizoval nepravidelné přednášky po celé ČR, a to vždy na žádost příznivců v konkrétní oblasti. Svoji ideu šířil mezi lidmi především prostřednictvím webových stránek. Občas také pořádal rozhovory s médii.
Ivo A. Benda založil své učení na informacích z řady knih od různých autorů, mimo jiné od švýcarského občana Eduarda Alberta Meiera.
Ivo A. Benda se často dostával do střetu s českými skeptiky. V roce 1999 mu Český klub skeptiků Sisyfos udělil historicky první bronzový Bludný balvan v kategorii jednotlivců „za komunikaci s dobrými a krásnými mimozemšťany z Plejád, včetně zprostředkování evakuace lidstva jejich flotilami“.
Podle lékaře z Psychiatrické nemocnice Bohnice by Benda mohl trpět schizofrenií. „Jsem přesvědčen, že on naprosto věří tomu, co říká. Zážitky s mimozemšťany doopravdy má, potkává je, vidí je. Jeho diagnóza? Podle mě schizofrenie.“
Na Bendovy internetové stránky mj. odkazoval i mladý sebevrah, který se upálil roku 2003 na Václavském náměstí v Praze.